# Theta Serpentis
Theta Serpentis (Alya, θ Ser) – gwiazda podwójna w gwiazdozbiorze Węża. Znajduje się około 154 lata świetlne od Słońca.

## Nazwa
Jaśniejszy składnik θ¹ Ser ma nazwę własną Alya, która wywodzi się od arabskiego słowa ‏ألية‎ alya. Oznacza ono „ogon owcy” i odnosiło się do gwiazdy Alioth w Wielkiej Niedźwiedzicy, ale przez pomyłkę przylgnęło do gwiazdy z ogona Węża. Nazwa ta utrwaliła się i Międzynarodowa Unia Astronomiczna zatwierdziła użycie nazwy Alya dla określenia tej gwiazdy.

## Charakterystyka
Theta Serpentis jest gwiazdą podwójną, którą tworzą niemal identyczne składniki: gwiazdy ciągu głównego należące do typu widmowego A5. Mają one masy około dwukrotnie wyższe niż Słońce i dochodzą do końca okresu syntezy wodoru w jądrze. Gwiazdy dzieli na niebie 22,5 sekundy kątowej (pomiar z 2015 r.), poprzez 260 lat obserwacji oddaliły się o zaledwie 0,4″, co potwierdza, że faktycznie są związane grawitacyjnie. W przestrzeni dzieli je co najmniej 1100 au i obieg wspólnego środka masy trwa co najmniej 18 tysięcy lat. W odległości 421″ od jaśniejszego składnika znajduje się gwiazda oznaczana czasem Theta Serpentis C, o wielkości gwiazdowej 6,78m, która jest jednak tylko przypadkowym sąsiadem. Układ Theta Serpentis zbliża się do Układu Słonecznego i za około milion lat przejdzie w odległości ok. 30 lat świetlnych od Słońca.